# Мещерская, Екатерина Александровна
Екатерина Александровна Мещерская (4 (18) апреля 1901  —1995) — писательница-мемуаристка, музыкальный педагог-вокалист. Получила известность в позднесоветское время благодаря своим мемуарам, фактическая точность которых в настоящее время ставится под сомнение.

## Мемуары
В 1980-е годы пожилая Мещерская стала модной фигурой в среде советской интеллигенции, её «открыли» Белла Ахмадулина и Борис Мессерер, бывшие её соседями. Рассказы «княжны» о романтике дореволюционной эпохи отвечали вкусам публики.
Благодаря этому интересу Мещерская написала мемуары, впервые они были опубликованы в виде отрывков в журнале «Новый мир» в 1988 году. Вышли отдельным изданием в 1997 году под названием «Жизнь некрасивой женщины». Включают автобиографические повести и рассказы: «Отец и мать», «Детство золотое», «Годы учения», «Конец „Шахеразады“», «Рублёво», «Змея», «История одного замужества», «История одной картины», «Однажды». В переводе на английский язык, вышли в издательстве Doubleday в 1989 году под названием A Russian Princess Remembers: The Journey from Tsars to Glasnost и в 1990 году под названием Comrade Princess: Memoirs of an Aristocrat in Modern Russia.
И. В. Купцов, признавая художественные достоинства мемуаров Мещерской, указывает на их недостоверность в отношении генеалогии, ввиду наличия явных ошибок и сомнительного происхождения автора.

## Биография
Фактическая информация, озвученная Мещерской в своих мемуарах, не проходит проверку методами элементарной генеалогии и историографии.

### Происхождение
По собственному утверждению Екатерины Александровны, её отцом был князь Александр Васильевич Мещерский (1822—1900) — офицер лейб-гвардии Гусарского полка, шталмейстер Императорского двора, овдовевший за несколько месяцев до второго брака (по воспоминаниям Екатерины — вдовел 20 лет). Его вторая жена, её мать — Екатерина Прокофьевна Подборская (1870—1945), дочь военного врача из Полтавы, статского советника Прокофия Семеновича Подборского. Брак родителей, в котором невеста была на 48 лет моложе, был заключён в конце 1895 года. Их старший сын — Вячеслав Александрович Мещерский (1897 — 11 января 1952).
О матери своей Мещерская сообщает, что та была талантливой певицей и успела в Италии дебютировать в опере «Тоска» в Ла Скала (до зимы 1895 года, то есть свадьбы родителей); при этом премьера «Тоски» в реальности прошла в 1900 году.
Екатерина Александровна утверждала, что её отец умер в декабре 1903 г., а семью матери называет «графской». Историк-генеалог Иван Владимирович Купцов указывает на расхождение настоящей даты смерти князя Мещерского 22 декабря 1900 года (несовместимой с рождением его «дочери» в 1904 году) с датой из мемуаров Екатерины Александровны и на отсутствие сведений о графах Подборских в Царстве Польском и Российской Империи. Однако по данным из метрической книги, Екатерина родилась 4 апреля 1901 года в Москве, через несколько месяцев после смерти отца.
Сообщает, что три года училась в Московском дворянском институте.

### После революции

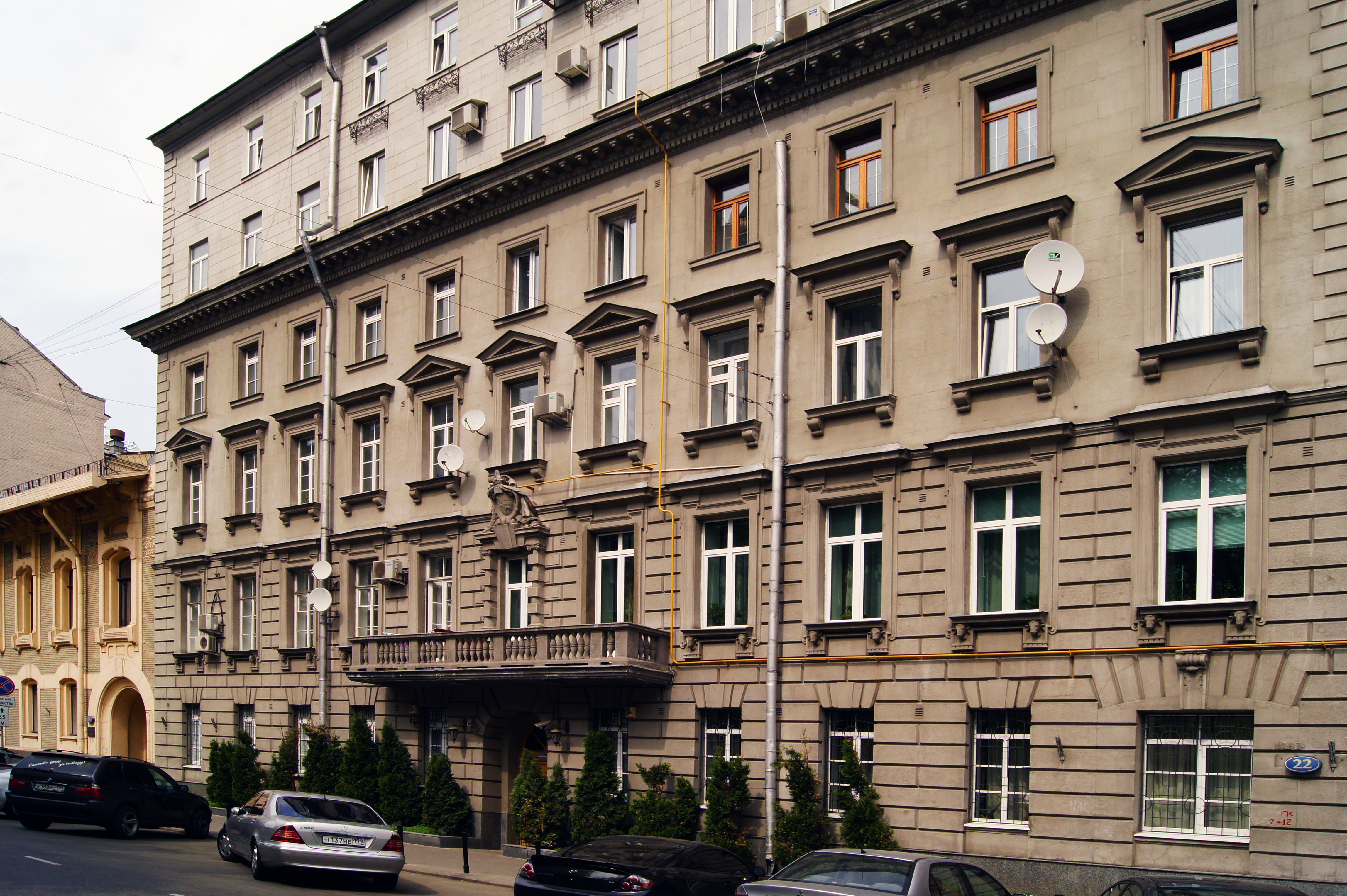
Доходный дом А. А. Милорадович (ул. Поварская, № 22), в дворницкой которого жили Е. А. Мещерская и её мать после революции

В мемуарах пишет, что когда после революции советской властью были конфискованы все имения Мещерских (усадьба в Подмосковье и в Полтавской губернии), Е. А. Мещерская и её мать были лишены права на труд и выселены из Москвы. В конце 1919 года в Рублёво им была предоставлена работа — мать работала заведующей столовой водопроводной станции, а Екатерина Александровна спустя некоторое время стала преподавать музыку в местной школе.
В 1920 году они вернулись в Москву; мать в Москве прошла экспертизу Рабиса (профсоюза работников искусств) и получила членский билет педагога-вокалиста. Мать и дочь поселили на Поварской, 22, в «бывшей дворницкой» (дом управляющего) (т. н. «бывший доходный дом А. А. Милорадович», с 1980-х известный как «дом княгини Е. П. Мещерской»). Екатерина сообщает, что дом был построен графиней А. А. Милорадович на паях с её матерью (не подтверждено документально), что до революции их семья жила в этом же доме с родителями в квартире № 5. По её словам, их имущество состоявшее в том числе из коллекции картин князей Мещерских, было изъято ВЧК в 1918 году. Среди конфискованных картин якобы было тондо «Мадонна с младенцем», которое, как предполагается, принадлежало кисти Боттичелли (ныне в ГМИИ, инв Ж-162). По воспоминаниям Мещерской, тондо отбирал лично Дзержинский или Грабарь.
Первый муж, согласно мемуарам Екатерины Александровны, — «известный лётчик» Васильев. В своих воспоминаниях Мещерская называет его Николаем Алексеевичем, сообщает, что вышла за него замуж в 1922 году, и что он погиб в 1924 году в Петрограде в результате авиакатастрофы. Она пишет: «В одно время с ним выросли ещё два необыкновенных лётчика, и вскоре никто уже не разделял эти три знаменитых русских имени: Уточкин, Ефимов, Васильев», однако «знаменитым летчиком Васильевым» был Александр Алексеевич, умерший в немецком плену в 1918 году. В введении Г.А. Нечаева к мемуарам Мещерской его инициалы — «Н. В. Васильев».
Второй муж — Д. З. Фокин, третий — композитор М. И. Лалинов (ученик Ипполитова-Иванова), четвёртый — И. С. Богданович (ум. 1978), сын расстрелянного царского генерала, бывший драматический актёр, заведующий приемной канцелярией патриарха Пимена.
В 1933 году при первой паспортизации Е. А. Мещерской и её матери паспорта выданы не были как бывшим дворянам. Они были вновь арестованы и содержались в заключении на Лубянке. Мещерская уверяла, что 19 раз попадала в подземелья Лубянки.
Согласно записям её биографа Г. А. Нечаева, в годы Великой Отечественной войны Мещерская участвовала в обороне Москвы: дежурила на посту ПВО, написала несколько маршей и патриотических песен, ездила с концертами на Калининский фронт в составе музыкальной бригады. Награждена медалью «За оборону Москвы».
Всю жизнь проработала при Союзе московских композиторов.

### Известность
Проверяемая биографическая информация о Мещерской, подтверждённая надёжными сторонними источниками, появляется с той поры, как в 1980-е годы на неё обратили внимание советские журналисты. В 1987 году Мещерская написала письмо Раисе Горбачёвой (курировавшей Фонд культуры), предложив продать государству серьги, «принадлежавшие Наталье Гончаровой». Они были приобретены Фондом культуры и позже переданы в Государственный музей А. С. Пушкина. Сегодня музей считает, что атрибуция их Гончаровой — легендированная, и серьги на самом деле — более поздние, они экспонируются в зале «Легенды и мифы» о Пушкине.

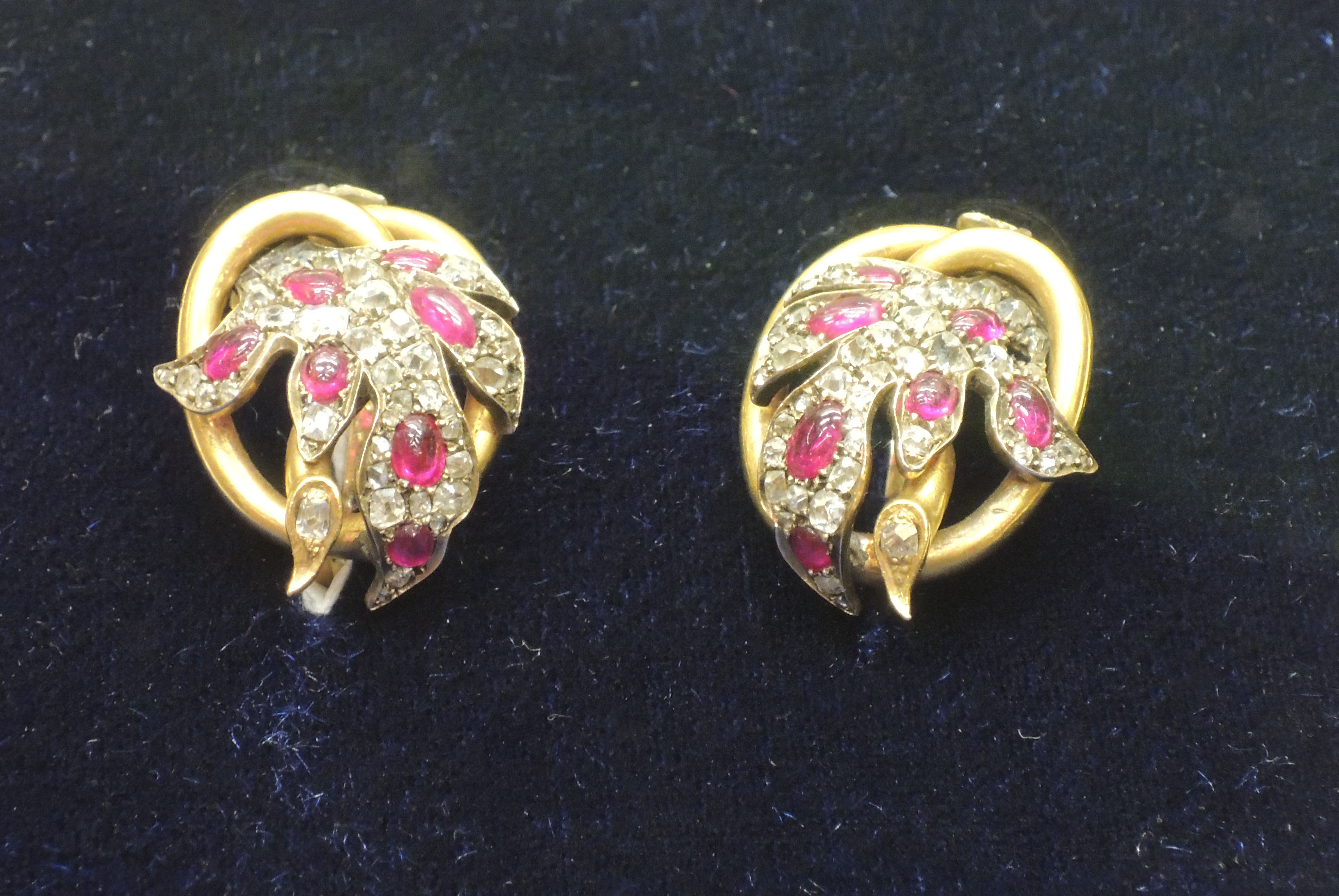

В №43 журнала «Огонёк» за 1987 год была опубликована статья Феликса Медведева «Княжна Мещерская: жизнь прожить», воспевающая княжну. В 1988 году «Новый мир» опубликовал отрывки её мемуаров. Мещерская получает в том же доме на Поварской полноценную квартиру. Позже полная версия мемуаров была опубликована и переведена на иностранные языки. Редактором выступал Геннадий Алексеевич Нечаев, которому она передала права на свои бумаги, он писал введение к книге и пытался сгладить несуразицы.
Мещерская умерла в 1995 году и похоронена на Введенском (Немецком) кладбище в Москве, рядом с матерью Е. П. Мещерской и мужем И. С. Богдановичем.
После её смерти художник Михаил Сморчевский-Бутерброд, называвший себя её родственником и ставший её наследником, основал в квартире «Негосударственный музей американского искусства, созданный графом Михаилом Сморчевским». После его смерти квартира перешла другим родственникам, в ней существует небольшой частный музей Мещерской, куда можно попасть частным порядком.

## Комментарии
1. ↑  Купцов в своей работе «Род Строгановых» сообщает следующие доказанные данные о потомстве от брака с Е. Подборской: «Вторым браком кн. А. В. Мещерский был женат на Екатерине Прокофьевне Подборской (1870—?). От этого брака сын кн. Вячеслав Александрович (1896 — 11.01.1952, Нью-Йорк), лейтенант лейб-гвардии Гродненского гусарского полка, и дочь кнж. N Александровна (NdR[10]. Vol. Z. 1. P. 225. № 471b, 471c; Новик.— 1952.— С. 51).». 

Купцов предполагает, что отцом Мещерской, если её фамилия и отчество настоящие, был петербургский священник, настоятель домовой церкви Аничкова дворца протоиерей Александр Дмитриевич Мещерский, действительно умерший 26 декабря 1903 года (8 января 1904) и, соответственно, княжной Мещерской Екатерина Александровна не являлась[5]. В обеих версиях происхождения, Мещерская родилась после смерти своего отца. Вероятно, её мать, на самом деле вдова Мещерского, родила дочь несколько лет спустя после его смерти, вне брака, но девочка получила фамилию по матери.
2. ↑  На самом деле, как установила Ирина Левина, князь Мещерский с молодой женой жил в особняке по адресу Тверская ул., 58 (снесен).  после смерти мужа княгиня Е.П. Мещерская из этого адреса переезжает в наемную квартиру в доме Общества Русских Врачей в Староконюшенном переулке д. 36, где вдову и застала революция.